# Stenmin
 Stenmin  è un personaggio immaginario del libro La Spada di Shannara scritto da Terry Brooks nel 1978.

## Storia
Stenmin è il consigliere di Palance Buckannah. È lui che uccide il re, che suggerisce di sciogliere la Legione della Frontiera.
Menion, lo incontra per la prima volta vicino al Mermidon, con Shirl Ravenlock intrappolata.
Stenmin fa imprigionare Balinor, Durin e Dayel e Hendel, quando cerca di salvarli.
Cerca di uccidere il principe di Leah nel sonno, ma Menion si sveglia e si fa condurre nelle prigioni, per poi liberare i suoi quattro amici.
Stenmin, riesce a fuggire e nella fuga pugnala Palance, con un coltello drogato. Si perdono le tracce del mistico, che ha aperto un passaggio segreto, per fare passare l'esercito del Signore degli Inganni.
Viene scoperto e dopo vari fatti, ucciso da Menion.